# Pan-čchiao (přehradní nádrž)
Pan-čchiao (čínsky pchin-jinem Bǎnqiáo Shuǐkù Kùibà, znaky 板桥水库溃坝), Š'-man-tchan (čínsky pchin-jinem Shímàntān Shuǐkù Dàbà, znaky 石漫滩水库大坝) je přehrada, která byla postavena na řece Žu na počátku padesátých 20. století let v rámci protipovodňových opatření. Byla vysoká 118 metrů a měla kapacitu 492 milionů m3 a zásobní prostor pro dalších 375 milionů m3 pro případ povodně. Po dokončení se na hrázi i stavidlech objevily trhliny, které byly opraveny s pomocí sovětských techniků. Pro tento nový typ přehrady se vžil název „Železná přehrada“ a přehrady tohoto typu byly považovány za nezničitelné.
Tato přehrada a dalších 60 přehrad v prefektuře Ču-ma-tien čínské provincie Che-nan ale katastrofálně selhalo při povodních, které následovaly po tajfunu Nina v r. 1975. Podle zprávy Hydrologického oddělení provincie Che-nan  zemřelo přibližně 26 000 lidí přímo na následky záplav, a dalších 145 000 na různé epidemie a hladomor. Povodní bylo celkově postiženo 11 milionů obyvatel a zničeno 5 960 000 budov.

## Povodně roku 1975
Přehrada byla projektována na tisíciletou vodu (306 mm srážek denně), nicméně v srpnu 1975 přišla voda dvoutisíciletá jako důsledek několikadenních bouřek a rekordních srážek (189,5 mm srážek za hodinu, 1062 mm za den, průměrné roční srážky byly okolo 800 mm), které nebyly předpovězeny. Zprávy poslané vedení přehrady zůstaly z větší části nedoručeny z důvodu poškození budov bouřkami a poruchami telegrafního spojení. Žádost na otevření přehrady byla nejdříve z důvodu záplav v níže položených oblastech řeky zamítnuta, o den později, 7. srpna, byla přijata, ale kvůli poruchám ve spojení nedorazila až k přehradě.
Stavidla nebyla schopna zvládnout obrovské množství vody, částečně z důvodu nánosů. První varování, že se přehrada může protrhnout, bylo telegrafováno jednotkou 34450 Čínské lidové armády, která byla nasazena na přehradu, 7. srpna v 19.30. 8. srpna ve 12.30 zkolabovala menší přehrada Š'-man-tchan, která byla konstruována na 500letou vodu a nevydržela nápor vodní masy, jež dvakrát převyšovala její kapacitu. Stalo se to 10 minut poté, co jednotka 34450 zaslala telegrafem návrh na zničení přehrady Pan-čchiao leteckým úderem. O půl hodiny později, ve 13.00, se voda přelila přes hráz přehrady Pan-čchiao a ta se rovněž protrhla, což způsobilo rychlé selhání dalších 60 přehrad. Přítok do přehrady byl tehdy 13 000 m3 vody, odtok 78 800 m3, a v časovém úseku 6 hodin se vytvořila masa vody o váze 701 milionů tun, na horní přehradě Š'-man-tchan to bylo za 5 a půl hodiny 1 670 milionů tun, na všech přehradách celkem 15,738 miliard tun vody (viz ; údaje ohledně množství vody se u různých zdrojů liší).
Vzniklá záplavová vlna byla 10 km široká, 3-7 metrů vysoká a pohybovala se rychlostí téměř 50 km/hod. Totálně zničila oblast 55 km dlouhou a 15 km širokou a vytvořila jezera o rozloze 12 000 km2. Bylo zaplaveno sedm okresních měst, množství vesnic a oblast o rozloze tisíců kilometrů čtverečních. Příkazy k evakuaci nebyly z důvodu špatného počasí a nedostatečné komunikaci doručeny. Nefungovaly např. telegrafy, nebyly správně pochopeny signální světlice vystřelené jednotkou 34450, telefonní přístroje byly vzácnost a lidé, kteří měli předat zprávu, nestihli záplavě uniknout. Nikdo také nečekal, že by se mohly „železné přehrady“ protrhnout. Další desetitisíce lidí zemřely na následky epidemií a nedostatku jídla v zatopených oblastech.
Po povodních byl uspořádán summit v Čeng-cou, kde byly zrevidovány postupy při stavbě a kontrole přehrad. Mnohé z přehrad byly obnoveny, např. Pan-čchiao r. 1993 a Š'-man-tchan 1996. Jedním z výsledků této revize je i kontroverzní stavba přehrady Tři soutěsky.